# Pindar

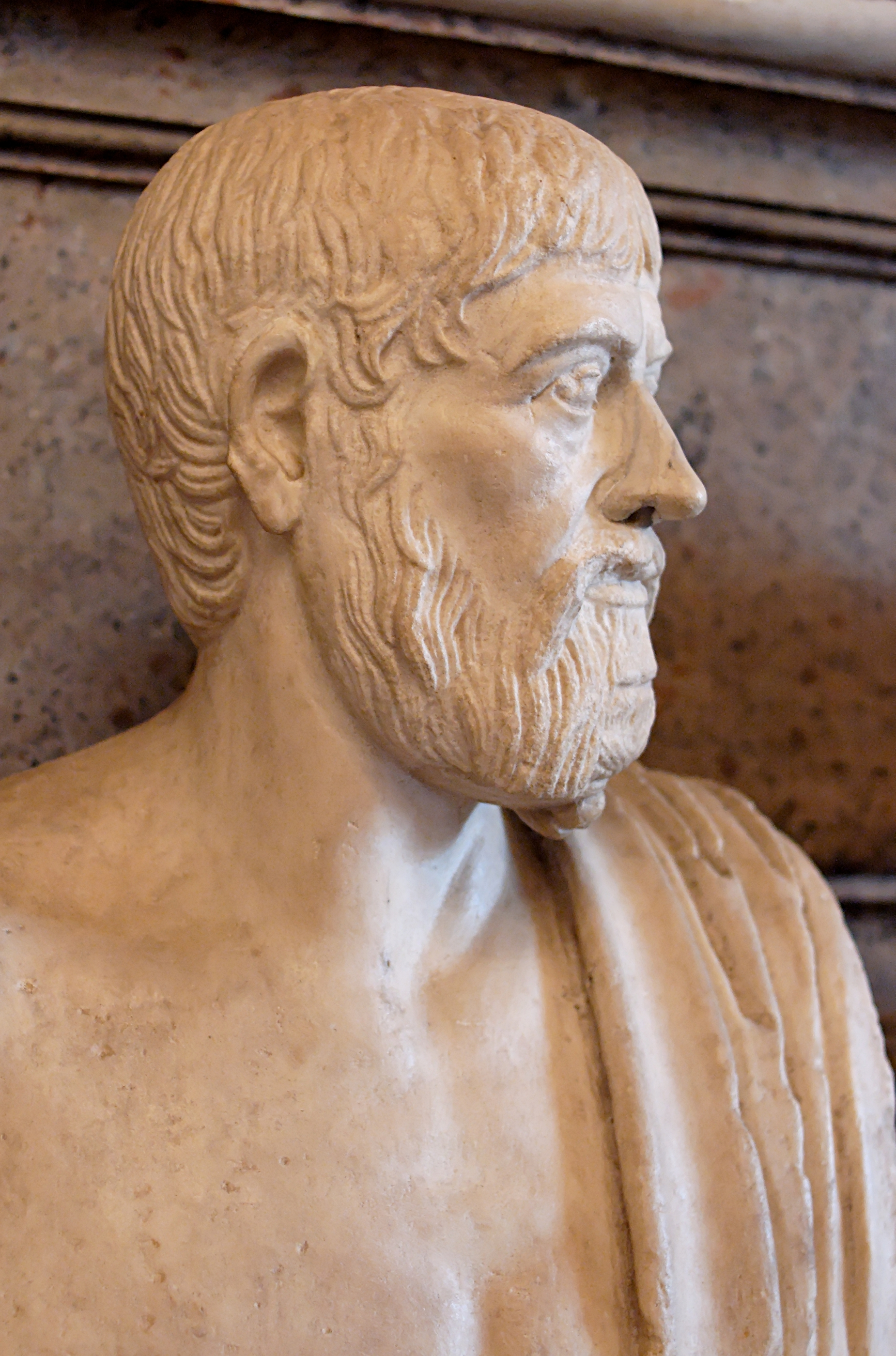
Pindar, Nachbildung aus römischer Zeit nach einem griechischen Original aus dem 5. Jahrhundert v. Chr.

Pindar (altgriechisch Πίνδαρος Píndaros, latinisiert Pindarus; * 522 oder 518 v. Chr. in Kynoskephalai bei Theben; † nach 446 v. Chr.) war ein griechischer Dichter und zählt zum Kanon der neun Lyriker.

## Leben
Pindar entstammte der adligen, weltoffenen Familie der Aegiden, die ihm ermöglichte, einen Teil seiner dichterischen und musikalischen Ausbildung im demokratischen (und damit Theben feindlichen) Athen zu absolvieren. Das früheste erhaltene Gedicht stammt aus dem Jahr 498 v. Chr. Seinen ersten Sieg im Dithyrambenagon errang Pindar bereits 497/96 v. Chr. Schon als junger Mann galt er als bedeutender Kultdichter, wovon seine Beziehungen zur einflussreichen Priesterschaft in Delphi zeugen. Vornehme und reiche Wettspielsieger (z. B. von der Insel Aigina, aus Thessalien, Orchomenos, Athen und Theben) bestellten Chorlieder bei ihm. 
In der Zeit der Perserinvasion (490–480 v. Chr.) kämpfte das aristokratische Theben in der Hoffnung auf die Niederringung Athens auf der Seite der Perser. Pindar, der bis zu seinem Tod an den aristokratischen Idealen festhielt, sich aber auch als Hellene fühlte, löste den Zwiespalt, indem er sich zu Freunden auf die Insel Aigina zurückzog. Nach dem Sieg über die Perser kehrte Pindar in das von Zerstörung verschonte Theben zurück. Später würdigte er die Rolle Athens bei der Befreiung Griechenlands von den Persern. Athen seinerseits schätzte die Kunstleistung Pindars.
Als den Höhepunkt seiner Karriere sah Pindar seinen Aufenthalt in Sizilien 476–474 v. Chr. an. Hier regierten die kunstliebenden Tyrannen Hieron I. von Syrakus und Theron von Akragas, auf deren Siege im Wagenrennen Pindar einige Gedichte schrieb. An den Königshöfen traf er auf Simonides und dessen Neffen Bakchylides, beides bedeutende Chorlyriker; doch schon den Zeitgenossen galt Pindar als der bedeutendste der Drei.
Nach seiner Rückkehr aus Sizilien arbeitete Pindar u. a. für Arkesilas von Kyrene und für den König von Rhodos. Aus dieser Zeit stammen Fragmente eines Paians, den Pindar aus Anlass der totalen Sonnenfinsternis vom 30. April 463 v. Chr. komponierte. 
Die letzten Lebensjahrzehnte Pindars waren vom unaufhaltsamen Aufstieg der athenischen Demokratie verdüstert. Der Dichter lebte im Gefühl, dass die von ihm verherrlichte und gefeierte Welt der alten aristokratischen Werte im unaufhaltsamen Untergang begriffen war. Der Legende nach starb Pindar in der Ringschule nach dem Genuss von verdorbenem Wildfleisch oder im Theater von Argos im Schoß des Theoxenos aus Tenedos, den er in einem erotischen Lied besungen hatte.
Aussagen über Pindars eigene Einstellungen und persönliche Gefühle können freilich bezweifelt werden, da sie lediglich aus den Aussagen der Ich-Sprecher in Pindars Gedichten gewonnen sind, welche nicht selten bezahlte Auftragsarbeiten waren.

## Werk
Man muss sich Pindars Gedichte als choreographierte Kantaten vorstellen, die im Rahmen eines Kultus oder einer Feier durch einen Männer- oder Frauenchor mit Instrumentalbegleitung aufgeführt wurden. Es waren „Gesamtkunstwerke“, für die Pindar nicht nur die Texte verfasste, sondern auch die (bis auf ein in seiner Authentizität umstrittenes Fragment jedoch vollständig verlorene) Musik komponierte und die (ebenfalls nicht überlieferte) Choreographie erstellte; häufig inszenierte er sogar selbst die Aufführung. 
Gegenstand seiner Siegeslieder ist das oft mit höchstem Kunstaufwand vorgetragene Lob des Siegers und dessen Familie, aber auch das Lob des Dichters und der Dichtkunst. Der kultischen und metaphysischen Dimension dieser Lyrik entsprechend nehmen Erzählungen über Götter und mythische Helden einen großen Raum ein. Die traditionell dorisch geprägte Sprache dieser Lyrik ist feierlich, gesucht, manchmal sogar dunkel. 
Vollständig sind allein die Epinikia erhalten, die anderen Bücher nur fragmentarisch. Die umfangreichsten Fragmente liegen aus dem Buch der Paiane zu Ehren von Apollon vor.
In Pindars Werken findet sich die früheste bekannte Verwendung des Begriffs „Philotimia“ (φιλοτιμία), einer zentralen Tugend der griechischen Kultur.

## Rezeption

### Antike
Obwohl die Chorlyrik nach dem Tode Pindars bald ihren Niedergang erlebte, hielt der Ruhm des Dichters lange an. Die Alexandriner erforschten Pindars umfangreiches Werk, ordneten und publizierten es mustergültig in 17 Büchern: ein Buch Götterhymnen, ein Buch Paiane, zwei Bücher Dithyramben, zwei Bücher Prosodien („Prozessionslieder“), drei Bücher Parthenia, zwei Bücher Hyporchemata („Tanzlieder“), ein Buch Enkomia, ein Buch Threnoi und vier Bücher Epinikia (Oden auf Sieger der olympischen, pythischen, nemeischen und isthmischen Spiele).
Als Alexander der Große 335 v. Chr. Theben schleifen ließ, verschonte er neben den Tempeln lediglich das Wohnhaus Pindars. Die Römer, insbesondere Horaz und Quintilian, sahen in Pindars Lyrik den absoluten, nicht mehr erreichbaren Höhepunkt einer der Vergangenheit angehörenden Tradition.

### Neuzeit

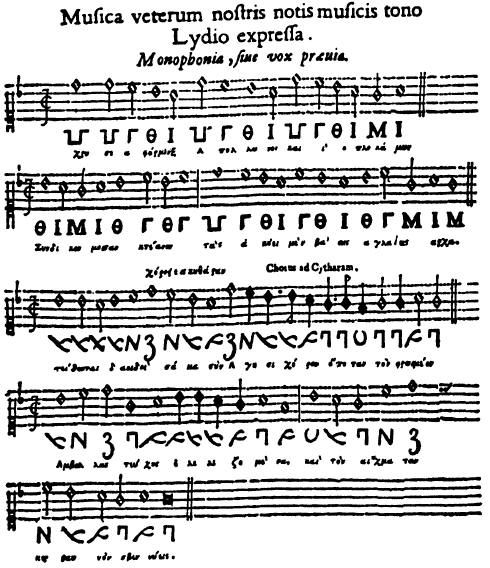
Angeblich originale Vertonung einer Ode durch Pindar, in Athanasius Kirchers Musurgia universalis, 1650

Der Humanismus entdeckte Pindar ab dem 16. Jahrhundert von Neuem und machte ihn zum lyrischen Vorbild. 1515 brachte der Kreter Zacharias Kallierges in seiner in Rom neu gegründeten Druckerpresse die erste Pindar-Ausgabe heraus. Bedeutende Nachdichtungen lieferten etwa Pierre de Ronsard und Abraham Cowley. Herder und Goethe leiteten im 18. Jahrhundert seine Rezeption im deutschen Sprachraum ein. Der bedeutendste deutsche Pindar-Übersetzer ist Friedrich Hölderlin. Seine gewissermaßen experimentelle Übersetzung versuchte, die schon im Griechischen eigenwillige Sprache Pindars Vers für Vers und (meist) Satzteil für Satzteil im Deutschen nachzubilden. Das Resultat ist als Übersetzung im üblichen Sinne nur eingeschränkt brauchbar, da oft schwer verständlich und im Detail fehlerhaft, besitzt aber hohen poetischen Reiz. Hölderlins eigene metrisch freie Gesänge (auch Hymnen genannt) wurden maßgebend von seiner Pindar-Übersetzung geprägt.
Der Asteroid (5928) Pindarus ist nach Pindar benannt.

## Ausgaben und Übersetzungen
- August Boeckh (Hrsg.): Pindari Opera qvae supersvnt. 2 in 3 Bänden, Weigel, Leipzig 1811 / 1819 / 1821. Digitalisat Tom. Prim., Digitalisat Tom. Sec., Digitalisat Tom. Sec. pars alt.
- Tycho Mommsen (Hrsg. und Übers.): Des Pindaros Werke in die Versmaasse des Originals uebersetzt. Verlag von Ernst Fleischer, Leipzig 1846. Digitalisat
- J. J. C. Donner (Übers.): Pindar’s Siegesgesänge. Deutsch in den Versmaßen der Urschrift. C. F. Winter’sche Verlagshandlung, Leipzig & Heidelberg 1860. Digitalisat
- Friedrich Wilhelm Schneidewin (Hrsg.): Pindari Carmina cum deperditorum fragmentis selectis. Editio altera emendatior, Teubner, Leipzig 1865. Digitalisat
- Wilhelm Christ (Hrsg.): Pindari Carmina cum deperditorum fragmentis selectis. Teubner, Leipzig 1882. Digitalisat
- Wilhelm Christ (Hrsg.): Pindari Carmina prolegomenis et commentariis instructa. Teubner, Leipzig 1896.
- Otto Schröder (Hrsg.): Pindari Carmina cum fragmentis selectis. Teubner, Leipzig 31930.
- Ludwig Wolde (Hrsg. und Übers.): Die Dichtungen und Fragmente. Dieterich’sche Verlagsbuchhandlung, Leipzig 1942.
- Cecil M. Bowra (Hrsg.): Pindari carmina cum fragmentis. Editio altera, Clarendon Press, Oxford 1946.
- Alexander Turyn (Hrsg.): Pindari Carmina cum fragmentis. Blackwell, Oxford 1948.
- Ludwig Wolde (Übers.): Pindar. Oden. Goldmann, München 1958.
- Franz Dornseiff (Übers.), Wilhelm Haupt (Hrsg.): Pindars Dichtungen. Insel, Leipzig 21965.
- Oskar Werner (Hrsg. und Übers.): Siegesgesänge und Fragmente. Griechisch-Deutsch, Heimeran, München 1967.
- Eugen Dönt (Hrsg. und Übers.): Oden. Griechisch/deutsch, Reclam, Stuttgart 1986. ISBN 3-15-008314-1
- Bruno Snell, Herwig Maehler (Hrsg.): Pindari Carmina cvm Fragmentis. Pars 1: Epinicia. Pars 2: Fragmenta. Indices. 2 Bände, Teubner, Leipzig 81987 / 1989.
- William H. Race (Hrsg.und Übers.): Olympian Odes. Pythian Odes / Nemean Odes. Isthmian Odes. Fragments. Griechisch-Englisch, 2 Bände, Loeb, Cambridge (MA) 1997.
- Uvo Hölscher (Übers.), Thomas Poiss (Hrsg.): Siegeslieder. Beck, München 2002. ISBN 3-406-49638-5
- Dieter Bremer (Hrsg. und Übers.): Siegeslieder. Griechisch-Deutsch, Artemis & Winkler, Düsseldorf 2003. ISBN 3-7608-1575-8
- Friedrich Hölderlin (Übers.): Sämtliche Werke, Briefe und Dokumente in zeitlicher Folge. Band 7: 1799: Homburg. Empedokles I-II. Aufsätze zur Iduna. Emilie vor ihrem Brauttag. Ovid. Pindar-Übertragung. Luchterhand, München 2004. ISBN 3-630-87197-6
- Anthony Verity (Übers.): The Complete Odes. Oxford University Press, Oxford 2007. ISBN 978-0199553907
- Andrew M. Miller (Übers.): The Odes. University of California Press, Oakland 2019. ISBN 978-0-520-30000-2